# Ozero Melkoje (sjö i Vitryssland)
Ozero Melkoje (ryska: Озеро Мелкое) är en sjö i Belarus.   Den ligger i voblasten Vitsebsks voblast, i den norra delen av landet, 140 km nordost om huvudstaden Minsk. Ozero Melkoje ligger 141 meter över havet. Arean är 0,17 kvadratkilometer. Den sträcker sig 0,6 kilometer i nord-sydlig riktning, och 0,6 kilometer i öst-västlig riktning.
Omgivningarna runt Ozero Melkoje är en mosaik av jordbruksmark och naturlig växtlighet. Runt Ozero Melkoje är det ganska glesbefolkat, med 28 invånare per kvadratkilometer.